# Volksbank Sulmtal
Die Volksbank Sulmtal eG ist eine deutsche Genossenschaftsbank mit Sitz in der baden-württembergischen Gemeinde Obersulm im Landkreis Heilbronn.

## Geschichte
Die Geschichte der heutigen Volksbank Sulmtal eG geht zurück bis in das Jahr 1880. Bis zum Jahr 1951 wurden im Sulm- und Eberbachtal 13 einzelne Genossenschaften gegründet. Zwischen 1974 und 1989 schlossen sich diese untereinander zusammen. Es entstanden die jeweils eigenständigen Kreditinstitute Volksbank Ellhofen eG mit dem Sitz in Ellhofen, Volksbank Obersulm-Affaltrach eG mit dem Sitz in Affaltrach und Volksbank Oberes Sulmtal eG mit dem Sitz in Willsbach. Im Jahr 2000 fusionierten die drei Genossenschaftsbanken und es entstand die heutige Volksbank Sulmtal eG.
Zuvor kam es zu folgenden Fusionen:
- 1969 – Fusion der Spar- und Darlehnskasse Hößlinsülz eGmbH mit dem Sitz in Hößlinsülz mit der Willsbacher Bank eGmbH mit dem Sitz in Willsbach
- 1974 – Fusion der Raiffeisenbank Lehrensteinsfeld eG mit dem Sitz in Lehrensteinsfeld mit der Genossenschaftsbank Ellhofen eG
- 1974 – Fusion der Raiffeisenbank Wimmental eG mit dem Sitz in Wimmental mit der Genossenschaftsbank Ellhofen eG
- 1980 – Fusion der Raiffeisenbank Sülzbach eG mit dem Sitz in Sülzbach mit der Affaltracher Bank eG mit dem Sitz in Affaltrach zur Volksbank Obersulm-Affaltrach eG
- 1989 – Fusion der Raiffeisenbank Eberbachtal eG mit dem Sitz in Eberstadt mit der Volksbank Ellhofen eG
- 1993 – Fusion der Volksbank Löwenstein eG mit dem Sitz in Löwenstein mit der Raiffeisenbank Eschenau eG mit dem Sitz in Eschenau, der Volksbank Weiler-Eichelberg eG mit dem Sitz in Weiler und der Willsbacher Bank eG zur Volksbank Oberes Sulmtal eG

## Rechtsverhältnisse
Die Volksbank Sulmtal eG ist im Genossenschaftsregister beim Amtsgericht Stuttgart unter GnR 100029 eingetragen.

## Organisationsstruktur
Rechtsgrundlagen sind das Genossenschaftsgesetz und die durch die Vertreterversammlung beschlossene Satzung. Organe der Bank sind der Vorstand, der Aufsichtsrat und die Vertreterversammlung. Hauptzweck und Aufgabe der Genossenschaft ist die wirtschaftliche Förderung und Betreuung ihrer Mitglieder (§ 2 der Satzung).

## Sicherungseinrichtung
Die Volksbank Sulmtal eG ist der amtlich anerkannten Sicherungseinrichtung des Bundesverbandes der Deutschen Volksbanken und Raiffeisenbanken GmbH und der zusätzlichen freiwilligen Sicherungseinrichtung des Bundesverbandes der Deutschen Volksbanken und Raiffeisenbanken e.V. angeschlossen. Der gesetzliche Prüfungsverband ist der Baden-Württembergischer Genossenschaftsverband e.V.

## Geschäftsausrichtung
Die Volksbank Sulmtal eG betreibt das Universalbankgeschäft. Im Verbundgeschäft arbeitet sie mit der DZ Bank, R+V Versicherung, Bausparkasse Schwäbisch Hall, Teambank, VR Leasing, DZ Hyp und der Union Investment zusammen. Die Bank ist Teil der genossenschaftlichen Finanzgruppe Volksbanken Raiffeisenbanken und Mitglied beim Bundesverband der Deutschen Volksbanken und Raiffeisenbanken (BVR).

## Geschäftsgebiet
Das Geschäftsgebiet liegt im Osten des Landkreises Heilbronn und erstreckt sich von Löwenstein bis nach Eberstadt mit den Kommunen Ellhofen, Lehrensteinsfeld, allen Teilorten von Obersulm sowie Gellmersbach, Wimmental und Grantschen als Teilorte der Stadt Weinsberg.
An diesen Orten betreibt die Bank Filialen:
- Obersulm (Hauptstelle, jur. Sitz)
- Eberstadt (Geschäftsstelle + 1 SB-Geschäftsstelle)
- Ellhofen (Geschäftsstelle)
- Sülzbach (SB-Geschäftsstelle)
- Lehrensteinsfeld (SB-Geschäftsstelle)
- Affaltrach (SB-Geschäftsstelle)
- Eschenau (SB-Geschäftsstelle)
- Weiler (SB-Geschäftsstelle)
- Löwenstein (SB-Geschäftsstelle)

## Aus- und Weiterbildung
Das Ausbildungsangebot der Volksbank Sulmtal eG reicht von der 3-jährigen Ausbildung zum Bankkaufmann über die verkürzte Ausbildung zum Finanzassistenten bis hin zum Hochschulstudium an der DHBW Mosbach und der DHBW Heilbronn zum Bachelor of Arts. Eine Fort- und Weiterbildung der Mitarbeiter erfolgt ebenso.